# Georg Hillmar
Georg Hillmar fue un gimnasta alemán. Compitió en los Juegos Olímpicos de Atenas de 1896.
Hillmar ganó dos medallas de oro en las competencias por equipos, como parte del equipo alemán, en Barras paralelas y Barra fija. Tuvo poco éxito en las pruebas individuales, participando en Barras paralelas, Barra fija, Salto de potro y Potros con anillos, sin obtener medallas en ninguno de esos eventos.